# Ariarates IX
Ariarates IX Eusebes o Filopàtor (grec antic: Ἀριαράθης Εὐσεϐής Φιλοπάτωρ, Ariaráthēs Eusebḗs Philopátōr, Pius, amant del seu pare), era rei de Capadòcia. El seu pare, Mitridates VI Eupator, rei del Pont, el va proclamar rei quan tenia 8 anys segurament l'any 97 aC.
Va governar sota la regència de Gordi, un home de confiança de Mitridates. El 96 aC els nobles capadocis van elegir rei a Ariobarzanes I anomenat Filoromà, i van enviar una ambaixada a Roma per confirmar-lo, car consideraven que només un rei acceptat per tothom podia assegurar l'estabilitat. Mitridates al·legava davant els Romans que el seu fill era descendent per línia materna de Ariarates VI, que havia mort el 116 aC).
El Senat romà va donar permís al poble de Capadòcia per governar-se en la forma que lliurement escollissin. Així Ariobarzanes I va ser reconegut com a governant. Mitridates VI el va combatre i amb l'ajut del rei Tigranes II d'Armènia el va foragitar del país, i va tornar a proclamar rei al seu fill Ariates IX cap a l'any 94 aC, però el 92 aC Ariobarzanes I va tornar al poder restaurat per Sul·la.
El 88 aC Mitridates va ocupar el país i va tornar a proclamar rei a Ariates IX, però l'any següent va proclamar l'annexió de Capadòcia al Regne del Pont.